# Важкий крейсер

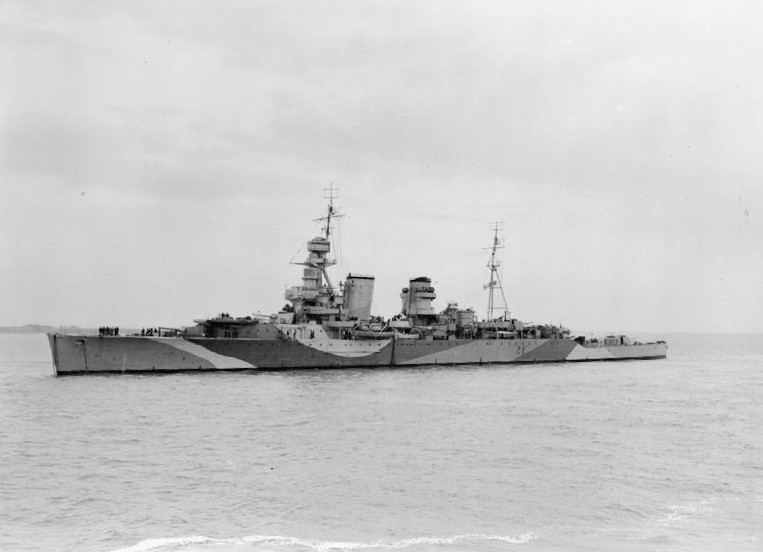
Перший у світі важкий крейсер «Гокінс» типу «Гокінс». Королівський військово-морський флот Великої Британії

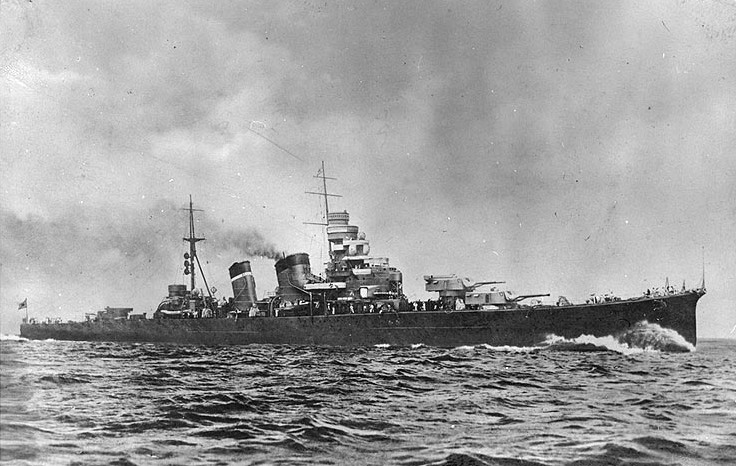
Японський важкий крейсер «Аоба». Імперський флот Японії

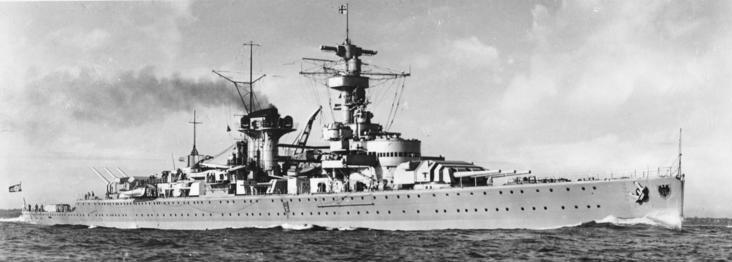
Німецький важкий крейсер «Дойчланд». Кригсмарине

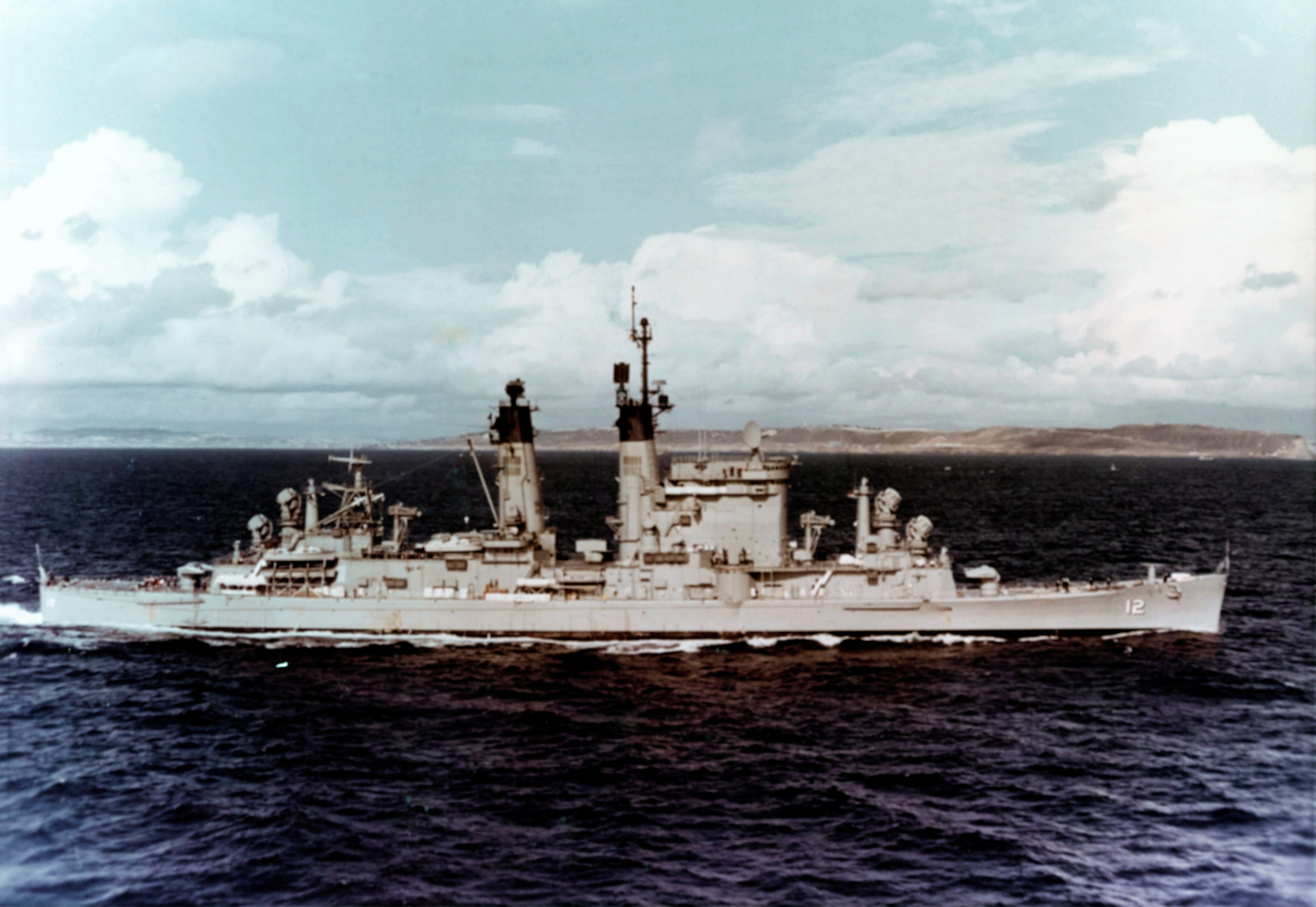
Важкий крейсер «Коламбус». Військово-морські сили США

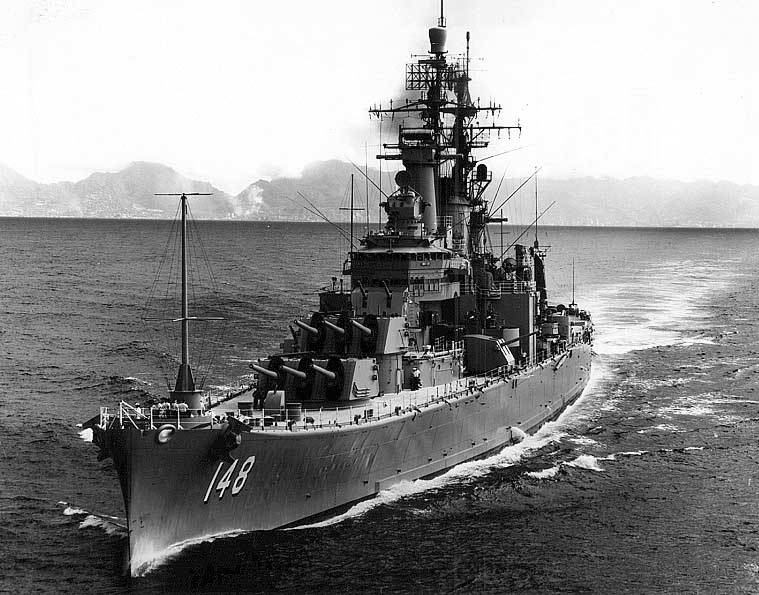
Останній важкий крейсер «Н'юпорт Ньюс», Військово-морські сили США

Важки́й кре́йсер — бойовий надводний корабель, підклас важкоозброєних швидкісних крейсерів, призначених для дії на далеких відстанях із метою порушення морських комунікацій противника, ведення морського бою у складі з'єднань, захисту своїх морських сполучень, забезпечення висадки морських десантів, постановки мінних загороджень та виконання інших завдань. Важкі крейсери були великими спеціалізованими артилерійськими кораблями з розвиненим броньовим захистом, озброювалися переважно важкою корабельною артилерією. Перші важкі крейсери з'явилися наприкінці Першої світової війни, але їхні параметри визначила Вашингтонська морська угода 1922 року, а термін офіційно закріпили в Лондонському морському договорі 1930.
Держави, які підписали ці угоди, будували важкі крейсери максимально дозволеної договором тоннажності — 10 тисяч тонн. Типове озброєння важких крейсерів: 6—9 гармат калібром 203 мм (максимальний дозволений калібр, також визначений Вашингтонською морською угодою), розміщених у баштах, 8—12 універсальних гармат калібром 100—127 мм, 80—90 зенітних 20-мм та 40-мм автоматичних гармат та кулемети. Бронювання важких крейсерів розраховувалося на протидію артилерії крейсерів противника. Ці кораблі називали «вашингтонськими крейсерами». Водночас у Німеччині, яка не була учасником Вашингтонської морської угоди, побудували так звані «кишенькові лінкори», озброєні 280 мм гарматами. У Німеччині їх офіційно класифікували як «броненосці», водночас фактично це були важкі крейсери. Під час Другої світової війни у США побудували так звані «великі крейсери» типу «Аляска», чия тоннажність становила 30 тисяч тонн, а як головний калібр були встановлені 305 мм гармати. Водночас доцільніше розглядати їх як лінійні крейсери.
У системі морських озброєнь важкі крейсери займали проміжне місце між легкими і лінійними крейсерами. Важкі крейсери становили важливу частину флотів усіх провідних морських держав і брали активну участь у морських битвах Другої світової війни. Після її закінчення невелика кількість важких крейсерів залишалася у флотах Аргентини, Іспанії та США. Останні кораблі цього класу було списано 1991 року, після довгого перебування в резерві[джерело?].